# Дубрава-1
Дубрава-1 — посёлок в Великолукском районе Псковской области России. Входит в состав Лычёвской волости.

## География
Расположен в центре района к юго-востоку от Великих Лук. Южнее расположена деревня Дубрава-2.

## Население
| 2001 | 2002 | 2010 |
| ---- | ---- | ---- |
| 919  | ↘812 | ↗999 |

Численность населения посёлка по состоянию на начало 2001 года составила 919 жителей.